# Gäddtjärnen (Hammerdals socken, Jämtland, 706025-148298)
Gäddtjärnen är en sjö i Strömsunds kommun i Jämtland och ingår i Indalsälvens huvudavrinningsområde.